# Aspredinichthys
Aspredinichthys es un género de peces actinopeterigios de agua dulce, distribuidos por ríos de América del Sur y América Central.

## Especies
Existen solamente dos especies reconocidas en este género:
- Aspredinichthys filamentosus (Valenciennes, 1840)
- Aspredinichthys tibicen (Valenciennes, 1840)